# حسن پورحمیدی
حسن پورحمیدی (زاده ۶ فروردین ۱۳۷۷) بازیکن فوتبال اهل ایران است که در پست دروازه‌بان برای باشگاه سایپا بازی می‌کند.وی سابقه بازی در زیر ۲۳ سال ایران را نیز در کارنامه دارد.
وی همچنین برادر دوقلوی حسین پورحمیدی دروازه‌بان تیم ملی فوتبال ایران است.

## دوران حرفه‌ای

### استقلال خوزستان
پورحمیدی از سنین پایه به همراه برادر خود حسین پورحمیدیدر تیم‌های پایه استقلال خوزستان بازی می‌کرد.

### شهرداری ماهشهر
وی پس از یک سال حضور در تیم بزرگسالان استقلال خوزستان از این تیم جدا شد و به تیم شهرداری بندر ماهشهر پیوست.

### ملون بندر انزلی
پورحمیدی برای گذراندن دوران سربازی به تیم ملوان بندر انزلی پیوست و دو سال برای این باشگاه بازی کرد و نمایش خوبی در ترکیب این تیم داشت.

### استقلال خوزستان
وی پس از دو فصل حضور در ملوان با قراردادی یک ساله به استقلال خوزستان بازگشت.وی در فصل ۱۴۰۰–۱۳۹۹ لیگ آزادگان با ثبت ۱۸ کلین شیت، برترین دروازه‌بان فصل از این حیث شد.

## افتخارات

### تیمی

#### استقلال خوزستان
- لیگ برتر خلیج فارس: ۲۰۱۵–۲۰۱۶

### فردی
- ثبت بیشترین کلین شیت لیگ آزادگان: ۱۴۰۰–۱۳۹۹